# Германид магния
Германид магния — бинарное неорганическое соединение
магния и германия с формулой Mg2Ge,
тёмно-серые кристаллы.

## Получение
- Нагревание до температуры красного каления смеси чистых веществ в токе водорода:

{\displaystyle {\mathsf {2Mg+Ge\ {\xrightarrow {T}}\ Mg_{2}Ge}}}

## Физические свойства
Германид магния образует тёмно-серые кристаллы
кубической сингонии,
пространственная группа F m3m,
параметры ячейки a = 0,6391 нм, Z = 4.
Во влажном воздухе медленно выделяет герман (характерный запах).